# Duchowiec (sielsowiet woroszniewski)
Duchowiec (ros. Духовец) – chutor w zachodniej Rosji, w sielsowiecie woroszniewskim rejonu kurskiego w obwodzie kurskim.

## Geografia
Miejscowość położona jest 1,5 km od centrum administracyjnego sielsowietu (Woroszniewo), 12 km na południowy zachód od Kurska, przy drodze magistralnej (federalnego znaczenia) M2 «Krym» (część trasy europejskiej E105).
W chutorze znajdują się ulice: Simfieropolskaja, Sołniecznaja 1-ja i Sołniecznaja 2-ja (174 posesje).
Klimat
Miejscowość, jak i cały rejon, znajduje się w strefie klimatu kontynentalnego z łagodnym ciepłym latem i równomiernie rozłożonymi opadami rocznymi (Dfb w klasyfikacji klimatów Köppena).

## Demografia
W 2010 r. chutor zamieszkiwało 190 osób.